# Alma Mater (escultura de Nova Iorque)
Alma Mater é uma escultura de bronze confeccionada pelo artista norte-americano Daniel Chester French, localizada nos degraus da Biblioteca Memorial Low, no campus da Universidade Columbia, em Morningside Heights, Manhattan, Nova Iorque. Concebida em 1901 e instalada em setembro de 1903, a obra personifica a essência da alma mater, a mãe que nutre os estudos, simbolizando a Columbia em sua função primordial como instituição de ensino superior. Desde sua instalação, tornou-se intrinsecamente associada à identidade visual distintiva da universidade.

## História
A concepção de Alma Mater teve origem logo após a conclusão da construção da Biblioteca Memorial Low em 1897. O arquiteto principal, Charles Follen McKim, incluiu um pedestal vazio em granito no centro da escadaria que conduz ao edifício, antecipando, naquela época, que tal espaço seria destinado a uma escultura. Três anos mais tarde, em 1900, Harriette W. Goelet efetuou uma doação aos Curadores da Universidade Columbia no montante de até 25 mil dólares. Esta contribuição tinha como objetivo viabilizar a instalação de uma estátua de bronze representando a alma mater sobre o mencionado pedestal, como homenagem póstuma a seu esposo, Robert Goelet, um ex-aluno do Columbia College falecido em 1899.
Os Curadores aprovaram a proposta de Goelet e, conforme sugerido por McKim, incumbiram French de criar a escultura. Até então, obras notáveis de French incluíam The Minute Man (1874) em Concord, Massachusetts, e John Harvard (1884) na Universidade Harvard. Ele também esculpiu The Republic para a Exposição Universal de 1893, uma estátua que apresenta notável semelhança com Alma Mater. O objetivo declarado de French era criar "uma figura graciosa", causando uma impressão acolhedora nos jovens que escolhessem a Columbia como sua instituição de ensino superior. Para isso, o artista utilizou como modelo sua amiga, a atriz Mary Lawton. No entanto, o nome de Audrey Munson, uma modelo prolífica de artistas no início do século XX, também foi mencionado por alguns historiadores como possível inspiração para a base da escultura.

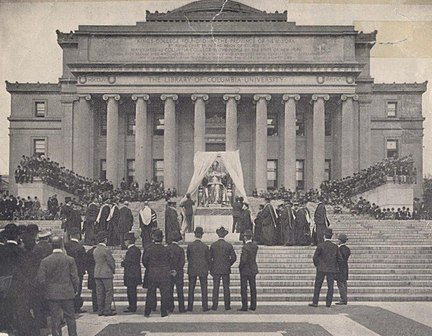
A revelação de Alma Mater em setembro de 1903

French passou por diversas iterações em seus projetos. O modelo original de gesso que ele desenvolveu apresentava a alma mater com as mãos no colo, segurando com a mão esquerda um livro que repousava sobre ele, com os calcanhares tocando-se. Embora Goelet e o presidente de Columbia, Seth Low, tenham ficado encantados com o primeiro esboço de French, suas críticas levaram o escultor a estender os braços da escultura e incluir um cetro em suas mãos. O design final foi aprovado em 4 de março de 1901 pelos Curadores, e o preço acordado a ser pago pelos Goelets foi estabelecido em 20 mil dólares. McKim, preocupado com a qualidade da escultura, dada a sua proeminente localização em frente à Biblioteca Low, expressou seu encanto, descrevendo a obra como "digna, clássica e imponente".
Apesar das expectativas de que a escultura pudesse ser concluída a tempo da cerimônia de formatura da universidade em 1902, atrasos no trabalho de French, em parte devido às críticas de Augustus Saint-Gaudens e, principalmente, devido a greves na fundição Jno. Williams, Inc., postergaram a revelação até 23 de setembro de 1903. Inclusive, a cerimônia de revelação marcou o primeiro dia do ano letivo de 1903–1904. Uma oração foi proferida por Henry C. Potter, o 7.º Bispo de Nova Iorque, antes que a estátua fosse formalmente apresentada ao presidente de Columbia, Nicholas Murray Butler, pelo decano John Howard Van Amringe. No entanto, a cerimônia não contou com a presença dos Goelets, que haviam ido para a Europa.
Em 1904, a universidade emprestou uma reprodução de gesso de quatro pés da escultura Alma Mater, criada por French, para ser exibida no Grande Pátio de Esculturas da Exposição Universal de St. Louis. Contudo, por descuido, deixou de devolvê-la. A peça foi redescoberta no porão da Biblioteca Low, sendo enviada para a filha de French, Margaret Cresson, somente em 1950.

## Design

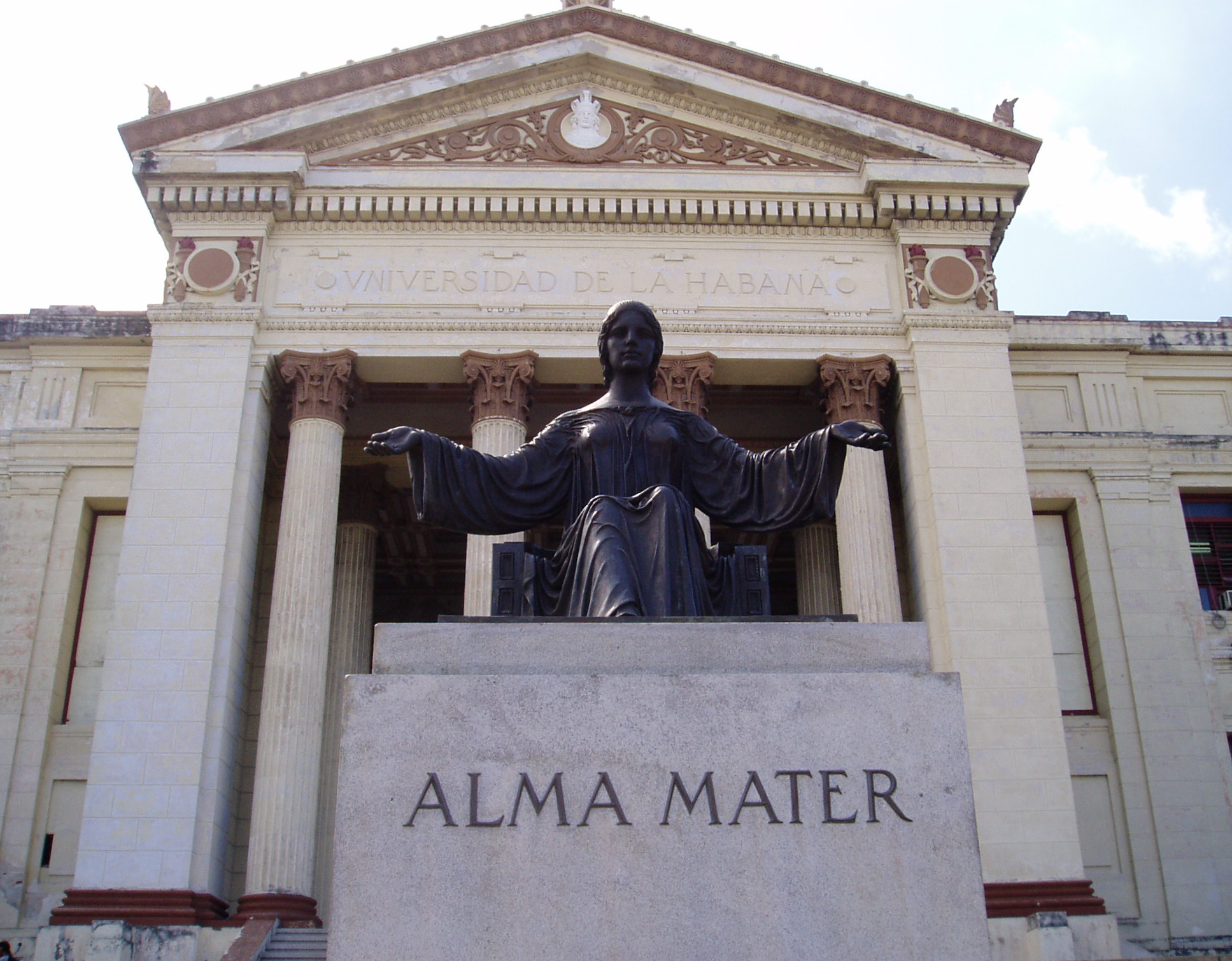
A estátua Alma Mater da Universidade de Havana em Cuba, que foi modelada a partir da escultura de Columbia.

A escultura representa uma personificação da imagem tradicional da universidade como uma alma mater (mãe nutridora), envolta em uma beca acadêmica e assentada em um trono. Adorna-se com uma coroa de louros na cabeça e segura em sua mão direita um cetro feito de quatro hastes de trigo, coroadas por uma Coroa Real, um símbolo tradicional da instituição acadêmica. Um livro, simbolizando o aprendizado, repousa em seu colo. Os braços de seu trono terminam em lâmpadas, representando Sapientia et Doctrina (Sabedoria e Aprendizado).
Uma coruja, símbolo do conhecimento e aprendizado, está discretamente posicionada nas dobras do manto da alma mater, próxima à sua perna esquerda. Esse detalhe tem sido objeto de diversas especulações, envolvendo debates sobre seu significado exato. O professor de história Dwight C. Miner, por exemplo, sugeriu que a coruja poderia ser uma referência à fraternidade Psi Upsilon, da qual ele acreditava que French era membro. Em 1953, Margaret Cresson esclareceu em uma carta a The New York Times que a coruja não possuía nenhum "enigma labiríntico", representando apenas o símbolo ancestral da sabedoria. Ela também esclareceu que a escultura não era uma representação de Atena ou Minerva, mas simplesmente uma personificação da universidade.
Quando a escultura foi inicialmente instalada, apresentava-se em tonalidade dourada, embora a camada original de ouro tenha se desgastado ao longo do tempo. No final da década de 1920, Daniel Chester French sugeriu a re-douração da estátua, embora tal proposta não tenha sido efetivada; os poucos vestígios restantes de ouro foram removidos em 1950 para acelerar o processo de pátina da estátua. Em 1962, foi posta em vigor uma proposta de folhear a estátua com um revestimento de bronze mais moderno. O resultado, no entanto, desagradou estudantes, professores e até o então presidente da universidade, Grayson Kirk. Pouco depois do início do ano letivo, a tinta de bronze foi removida, e a pátina anterior foi restaurada. Em 2002, a escultura passou por outra restauração, resultando na alteração de sua tonalidade uniforme de pátina verde para a atual mistura de verde e marrom.
O design da escultura Alma Mater serviu de inspiração para uma estátua homônima em 1919, localizada na Universidade de Havana, em Cuba. Esta obra foi concebida por Mario Korbel, que residiu na cidade de Nova Iorque de 1913 a 1917. Outro artista influenciado por Alma Mater foi Lorado Taft, responsável pela criação da escultura homônima localizada na Universidade de Illinois em Urbana-Champaign.

## Manifestações

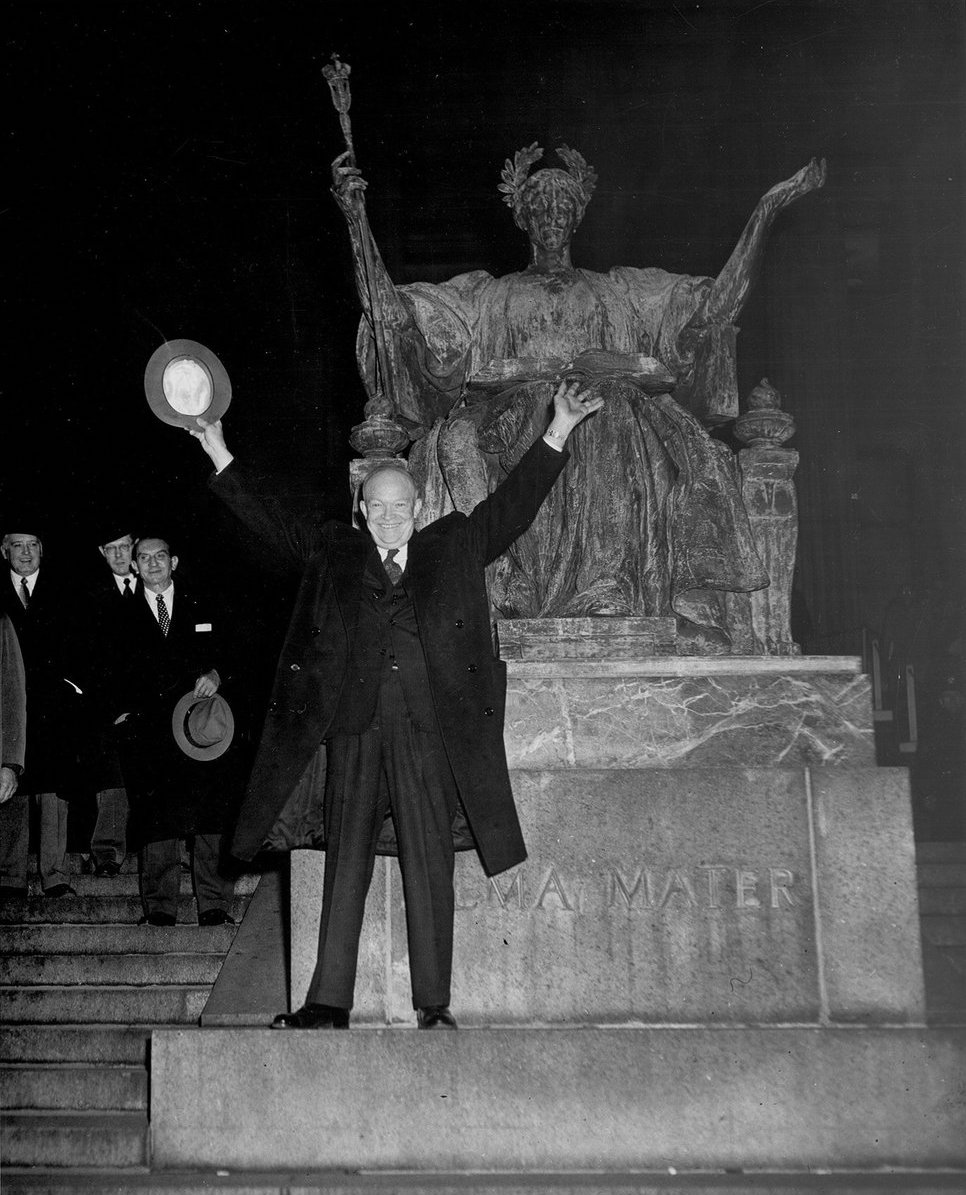
O Presidente Eleito dos Estados Unidos, Dwight D. Eisenhower, posando em frente à Alma Mater em janeiro de 1953.

Alma Mater, devido à sua conexão simbólica com a universidade, esteve no centro de muitas manifestações na Columbia. Durante os protestos estudantis em 1970, em resposta à incursão no Camboja e aos tiroteios em Kent, a escultura passou a representar os fracassos da administração da universidade, incluindo a contínua gentrificação do bairro de Morningside Heights. Nas primeiras horas da manhã de 15 de maio de 1970, uma bomba foi colocada no local e a explosão resultante causou danos significativos ao trono da escultura. Esses danos persistiram até 1978, quando a estátua foi retirada da Columbia para que o trono fosse restaurado, e a escultura fosse limpa e refinada com uma nova pátina.
Outros casos notáveis de protesto envolvendo Alma Mater incluem os protestos na Universidade Columbia em 1968, quando a ocupação estudantil do Campus de Morningside resultou em episódios de violência entre os estudantes e os policiais de Nova Iorque, e os protestos contra a Guerra do Iraque, quando estudantes cobriram a cabeça da escultura com um véu preto e conectaram fios de suas mãos ao chão em referência ao escândalo de tortura e abuso de prisioneiros em Abu Ghraib.
Alma Mater também foi alvo de diversas brincadeiras, incluindo um incidente em 1928, quando a coroa no topo de seu cetro foi roubada. Após a universidade oferecer uma recompensa, um jovem a entregou à escola, alegando tê-la encontrado em um banheiro e, por não reconhecê-la, a manteve até tomar conhecimento da recompensa. Em um evento análogo, porém mais audacioso, em outubro de 1984, alguns estudantes visitantes de Cornell removeram o cetro inteiro da escultura. Desaparecido por quase dois meses, o objeto apareceu na porta do Dean of Students de Cornell em meados de dezembro, adornado com bandeirinhas de Cornell. O cetro foi entregue pessoalmente por um professor de Cornell ao Departamento de Edifícios e Terrenos da Columbia no dia seguinte.

## Recepção

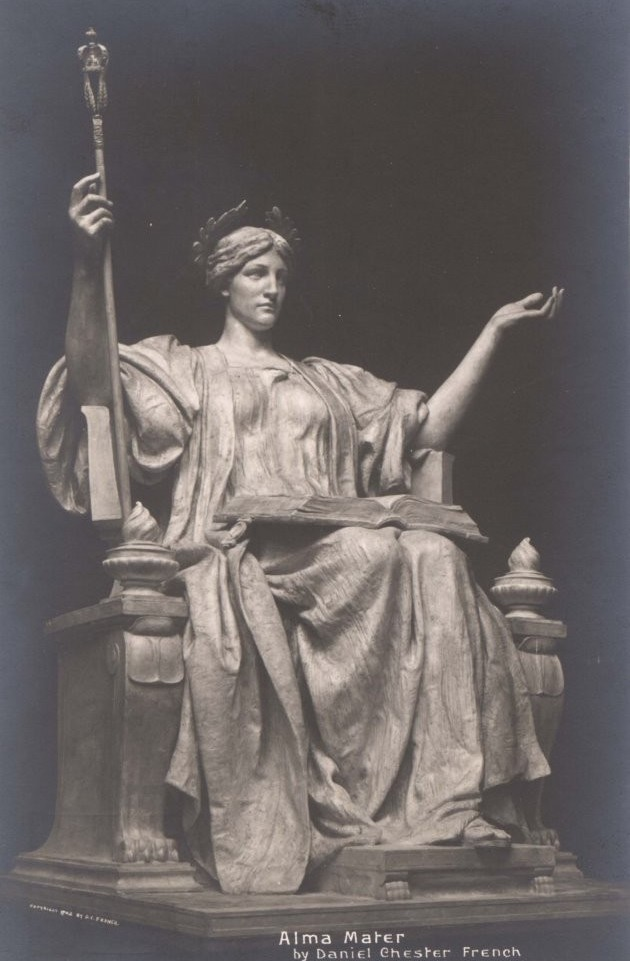
Fotogravura de Alma Mater (1907)

Após sua apresentação, Alma Mater recebeu ampla aclamação. O Columbia Daily Spectator a descreveu como sendo marcada por uma "dignidade e repouso majestosos", afirmando que ela expressa o mais elevado padrão de intelectualidade feminina. Em postura e gesto, a estátua convida os estudantes universitários, proporcionando-lhes as boas-vindas. The New York Times, embora não tenha abordado diretamente os méritos artísticos da obra, reconheceu que a escultura era uma peça extraordinariamente difícil de trabalhar, destacando suas complexidades técnicas. O Frank Leslie's Illustrated Newspaper categorizou a obra como uma "obra-prima" de French, ao passo que The Catholic Union comparou a figura de Alma Mater à Virgem Maria. Entretanto, equivocadamente, alegou que a obra era uma imitação de uma estátua intitulada "Mãe de Cristo" em Bonn, Alemanha.

Em 1903, Charles Henry Caffin elogiou Alma Mater como, sem dúvida, "bonita", embora não a considerasse necessariamente uma das melhores obras de French. Ele a descreveu da seguinte maneira: 
O rosto exibe uma beleza americana familiar, em consonância com a sugestão contemporânea transmitida por toda a figura. No entanto, o escultor infundiu à cabeça uma atmosfera de refinamento impessoal, conferindo-lhe uma certa distância, levemente além da autoconfiança, conscientemente inconsciente, com a qual a mulher americana pode portar sua beleza. É quase como se uma delas tivesse ascendido ao pedestal e, com perspicácia pronta, abraçando a situação, estivesse desempenhando o papel de patrona da universidade. Cada estudante a apreciará, e sua influência será inteiramente marcada por uma doce nobreza. Alma Mater se destaca por uma serenidade pura e pungente, por um sentimento monumental permeado por uma espécie de vivacidade suave; a expressão que o escultor incorpora na modelagem dos membros dificilmente pode ser caracterizada por uma palavra que transmita com mais sensibilidade.
Em 1962, The New York Times apelidou Alma Mater como a "grande dama" da Universidade Columbia, que "reina em esplendor majestoso em frente à Biblioteca Low". Por sua vez, o Guia AIA para a Cidade de Nova Iorque descreveu-a como "uma estátua evocativa", na qual "a figura entronizada estende a mão em boas-vindas enquanto contempla o poderoso tomo de conhecimento aberto em seu colo". O professor de preservação histórica da Universidade Columbia Andrew Dolkart elogiou a posição da escultura em frente à Biblioteca Low, destacando, especialmente, seu papel em receber os estudantes da universidade e em enfatizar a relação da instituição com a cidade de Nova Iorque.